# Ле Форестье, Максим
Брюно ле Форестье, известный под псевдонимом Максим ле Форестье (фр. Bruno Le Forestier, фр. Maxime Le Forestier; род. в 1949) — французский певец и музыкант.

## Биография
Брюно ле Форестье родился 10 февраля 1949 г. в Париже. Родители мальчика развелись в 1963 г. В 1960-х Брюно вместе с его старшей сестрой Катрин выступает дуэтом, исполняя, в частности песни Жоржа Мустаки.
Около 1968 г. Брюно берет себе артистический псевдоним Максим. В 1969 г. выходит первая пластинка Максима ле Форестье. В 1972 его альбом выпускает студия Polydor. И альбом тут же становится культовым.
Последующие альбомы ('Le Steak' 1973, 'Saltimbanque' 1975, 'Hymne à sept temps' 1976, 'Maxime Le Forestier n° 5' (он же 'Sage') 1978, 'Les Rendez-vous manques' 1980, 'Dans ces histoires…' 1981,'Les Jours meilleurs' 1983) не имели прежнего успеха. В течение этих лет (1973-1983) Максим много гастролирует, пишет песни для других – в том числе для своего друга Жюльена Клера.
В 1976 году на гастролях в СССР Максим знакомится с Владимиром Высоцким. И несколько позже участвует вместе с ним в записи трех передач для французского радио. Две песни на этом альбоме Высоцкий поет по-французски: «La fin du bal» («Прерванный полёт») и «Rien ne va plus» («Две гитары»). Большинство источников утверждает, что их обе перевел Максим Ле Форестье – но на конверте диска и на странице переводов значится, что только первую. Максим же написал и предисловие к альбому.
Более десяти лет Максим оставался символом поколения мая 68-го – борода, джинсы, все как положено – пока это не делается смешным. Он принимается за поиск новых форм, не очень удачно: новая публика не приходит, а старая полагает, что её идол не имеет права меняться. В 1986 году он все же сбривает свою знаменитую бороду, а в 1987-88 году, благодаря синглу «Né quelque part», и одноименному альбому (включающему также репризу  Ambalaba, маврикийского певца Клаудио Вирарагу, работающего в жанре сега), ему удается снова вскочить в седло.
Максим Ле Форестье был большим почитателем Жоржа Брассенса и перепел все его песни, в том числе неизданные. Песни вошли в пять альбомов, а затем переизданы в сборнике Intégrale, состоящем из девяти дисков:
1979 : Maxime Le Forestier chante Brassens (en public)
1996 : Petits bonheurs posthumes (12 nouvelles de Brassens)
1998 : Le Cahier récré (17 chansons de Brassens à l'usage des garnements)
1998 : Le Cahier (40 chansons de Brassens en public)
1998 : Le Cahier (84 chansons de Brassens en public)
2005/2006 : Le Forestier chante Brassens (intégrale) .
30 марта 2002 года в парижской студии Davout МЛФ записывает сборник под названием «Рlutôt guitare», с четырьмя гитаристами: это Jean-Félix Lalanne, Manu Galvin, Michel Haumont и сам Максим (некоторые песни только с двумя).
В 2008 году выходит альбом, «Restons amants», к которому Максим Ле Форестье пишет почти все тексты и музыку.
2011 году вышел альбом-трибьют La maison bleue, переиздание культового альбома 1972 года в исполнении ведущих авторов и исполнителей современной Франции: Salvatore Adamo, Daphné, Calogero, Juliette, Emilie Loizeau и других. 
Последний на сегодня альбом Ле Форестье, вышедший в 2013 году, называется «Le Cadeau».